# Completely Well
| Recensione | Giudizio |
| ---------- | -------- |
| AllMusic   | [ 1 ]    |

Completely Well è il diciassettesimo album in studio del chitarrista blues statunitense B. B. King, pubblicato nel 1969 dalla Bluesway Records. La sua importanza nella carriera musicale di quest'ultimo è dovuta soprattutto alla traccia di chiusura, The Thrill Is Gone, che divenne una vera hit e una delle canzoni più note del R&B.

## Pubblicazioni
Venne pubblicato in formato LP nel 1969 e fu ristampato su CD nel 1987 (tranne nel Regno Unito). 
Il libretto introduttivo venne scritto dal critico di San Francisco Ralph J. Gleason, che in sostanza tracciò un profilo biografico di King, soffermandosi in molti paragrafi sul nome di un disco di King, Confessin' the Blues, e sulla sua importanza.

## Tracce
1. So Excited (B.B. King, Gerald Jemmott) -- 5:34
2. No Good (Ferdinand Washington, B.B. King) -- 4:35
3. You're Losin' Me (Ferdinand Washington, B.B. King) -- 4:54
4. What Happened (B.B. King) -- 4:41
5. Confessin' the Blues (Jay McShann, Walter Brown) -- 4:56
6. Key to My Kingdom (Maxwell Davis, Joe Josea, Claude Baum) -- 3:18
7. Cryin' Won't Help You Now (Sam Ling, Jules Taub; LP has only B.B.) -- 6:30
8. You're Mean (B.B. King, Gerald Jemmott, Hugh McCracken, Paul Harris, Herbie Lovelle) -- 9:39
9. The Thrill Is Gone (Rick Darnell, Roy Hawkins; chiamato sui ringraziamenti Arthur H [Art] Benson, Dale Pettite) -- 5:30

## Formazione
- B. B. King – voce, chitarra
- Hugh McCracken – chitarra
- Paul Harris – pianoforte, Fender Rhodes, organo
- Jerry Jemmott – basso
- Herbie Lovelle – batteria